# Tha Doggfather
Tha Doggfather är den amerikanske hiphop-artisten Snoop Doggs andra soloalbum. 

## Låtar
| Nr | Titel                          | Gästartist(er)                                       | Producent(er)             |
| -- | ------------------------------ | ---------------------------------------------------- | ------------------------- |
| 1  | "Intro"                        |                                                      |                           |
| 2  | "Doggfather"                   | Charlie Wilson                                       | Dat Nigga Daz             |
| 3  | "Ride 4 Me"                    |                                                      |                           |
| 4  | "Up Jump Tha Boogie"           | Kurupt, Charlie Wilson & Teena Marie                 | DJ Pooh                   |
| 5  | "Freestyle Conversation"       |                                                      | Soopafly                  |
| 6  | "When I Grow Up"               |                                                      | Snoop Dogg                |
| 7  | "Snoop Bounce"                 | Charlie Wilson                                       | Dj Pooh                   |
| 8  | "Gold Rush"                    | Kurupt & LBC Crew                                    | Arkim & Flair             |
| 9  | "(Tear 'Em Off) Me & My Doggz" |                                                      | L. T. Hutton              |
| 10 | "You Thought"                  | Too Short & Soopafly                                 | Soopafly                  |
| 11 | "Vapors"                       | Charlie Wilson & Teena Marie                         | DJ Pooh                   |
| 12 | "Groupie"                      | Tha Dogg Pound, Nate Dogg, Warren G & Charlie Wilson | Dat Nigga Daz             |
| 13 | "2001"                         |                                                      | DJ Pooh                   |
| 14 | Sixx Minutes                   |                                                      | Arkim & Flair             |
| 15 | "(O.J.) Wake Up"               | Tray Deee                                            | Snoop Dogg & L. T. Hutton |
| 16 | "Snoop's Upside Ya Head"       | Charlie Wilson                                       | DJ Pooh                   |
| 17 | "Blueberry"                    | Tha Dogg Pound, LBC Crew & Prince Ital Joe           | Sam Sneed                 |
| 18 | "Traffic Jam"                  |                                                      | Ricky Harris              |
| 19 | "Doggyland"                    |                                                      | DJ Pooh                   |
| 20 | "Downtown Assassins"           | Dat Nigga Daz & Tray Deee                            | Dat Nigga Daz             |
| 21 | "Outro"                        | 2pac                                                 |                           |

## Singlar
"Doggfather"
| Lista     | Position |
| --------- | -------- |
| UK Top 75 | 36       |

"Vapors"
| Lista     | Position |
| --------- | -------- |
| UK Top 75 | 18       |

"Snoop's Upside Ya Head"
| Lista             | Position |
| ----------------- | -------- |
| Eurochart Hot 100 | 47       |
| UK Top 75         | 12       |
| Australia Top 100 | 44       |